# IIe siècle av. J.-C. en chimie
Cet article présente les faits marquants du IIe siècle av. J.-C. en chimie.

## Évènements
- Vers 200-150 av. J.-C. : Bolos de Mendès organise l’alchimie[1], qui vise à transformer les métaux communs en or et en argent par divers procédés comme la teinture, l’application d’un vernis, la production d’alliages[2].
- Sur un plan strictement historique, un savoir de type alchimique est établi, pour la Chine, à partir du IIe siècle avant l’ère chrétienne[3]. On trouve la trace, dans les Mémoires historiques de Sima Qian, d'un récit parlant de transmutation en or et d'allongement de la vie par des pratiques alchimiques lors du règne de Wu Di de la dynastie Han en 133 av. J.-C.[4]. On voit le magicien Li Shao-jun se rendre chez l'empereur et lui dire : « Si vous sacrifiez au fourneau, alors je vous enseignerai comment faire des vases en or jaune ; et dans ces vases vous pourrez boire et acquérir l'immortalité. » « C'est probablement, dit J. Needham, le plus ancien document sur l'alchimie dans l'histoire du monde[5]. » À la lumière de travaux les plus récents sur l'origine de l'alchimie chinoise (Pregadio[6] 2006, Campany[7] 2002), les opinions de certains spécialistes français du XXe siècle comme Serge Hutin paraissent dépassées[N 1].
- Selon le métaphysicien Ananda Coomaraswamy (1877-1947), l'alchimie hindoue puise historiquement ses origines dans les Veda, IIe millénaire av. J.-C. où l'on parle déjà du soma, élixir d'immortalité[8]. D'autres penseurs du courant de l'école traditionaliste (ou pérennialiste) corroborent cette thèse.
- Le mercure est connu des Indiens et des Chinois depuis 200 av. J.-C. : on rapporte que le mausolée de l'empereur Qin aurait contenu à l'origine des rivières de mercure. Du mercure est trouvé dans des tombes égyptiennes de -1500. Bien connu des Grecs et des Romains. Il était extrait de son sulfure, le cinabre (HgS) que Pline confond avec l'oxyde de plomb et appelle minium[N 2],[9]